# Parishia sericea
Parishia sericea är en sumakväxtart som beskrevs av Henry Nicholas Ridley. Parishia sericea ingår i släktet Parishia och familjen sumakväxter. Inga underarter finns listade i Catalogue of Life.